# Alainius
Alainius is een geslacht van kreeftachtigen uit de klasse van de Malacostraca (hogere kreeftachtigen).

## Soort
- Alainius crosnieri Baba, 1991